# Nelli Čijanova
Nelli Vasil'evna Čijanova, coniugata Fominych (in russo Нелли Васильевна Чиянова-Фоминых?; Sverdlovsk, 19 febbraio 1942), è un'ex cestista e allenatrice di pallacanestro sovietica.

## Carriera
Con l'Unione Sovietica ha disputato due edizioni dei Campionati mondiali (1964, 1967) e tre dei Campionati europei (1964, 1966, 1968).